# 川浪公次郎
川浪 公次郎（かわなみ こうじろう、1935年3月14日 - ）は、大阪府出身の俳優。父親は映画俳優の川浪良太郎。

## 出演

### 映画
- 十七人の忍者（東映、1963年7月7日） - 番士Ｂ
- 日本侠客伝シリーズ （東映）
- 日本侠客伝　雷門の決斗（1966年） - 音吉
- 日本侠客伝　絶縁状（1966年） - 池口
- 緋牡丹博徒シリーズ （東映）
  - 緋牡丹博徒（1968年） - 田島
  - 緋牡丹博徒 一宿一飯 （1968年） - 笹川
  - 緋牡丹博徒 二代目襲名 （1969年） - 沢野
- 妖艶毒婦伝 般若のお百（1968年、東映） - 八兵衛
- 前科者シリーズ（東映）
  - 横紙破りの前科者（1968年） - 巡査
  - 前科者 縄張荒し（1969年） - 安田
- 極悪坊主シリーズ（東映） 
  - 極悪坊主 人斬り数え唄（1968年） - 角助
  - 極悪坊主 念仏人斬り旅（1969年） - 田中銅八
- 待っていた極道（1969年、東映） - 林
- 博徒一家（1970年、東映） - 増井彦太
- 女渡世人（1971年、東映） - 蛍の銀次
- 日本やくざ伝 総長への道（1971年、東映） - 和達の助五郎
- まむしの兄弟シリーズ （東映）
  - 懲役太郎 まむしの兄弟（1971年） - 達
  - まむしの兄弟 傷害恐喝十八犯（1972年） - 警部補
  - まむしと青大将（1975年） - 朴東一
- 悪親分対代貸（1971年、東映） - 栗田金三
- 任侠列伝 男（1971年、東映） - 勇
- 徳川セックス禁止令　色情大名（1972年、東映） - 榊原采女
- 木枯し紋次郎 関わりござんせん（1972年、東映） - 鶴吉
- ジーンズブルース 明日なき無頼派（1974年、東映） - 瀬川
- 山口組外伝 九州進攻作戦（1974年、東映） - 石野組組員
- 脱獄広島殺人囚（1975年、東映） - 松坂史郎
- 沖縄やくざ戦争（1976年、東映） - 徳田池信
- バカ政ホラ政トッパ政（1976年、東映） - 志田
- ピラニア軍団　ダボシャツの天（1977年、東映） - 川田
- 仁義と抗争（1977年、東映）
- 日本の首領 完結篇（1978年、東映） - 舟瀬一郎
- 日本の黒幕（1979年、東映） - 安井
- 徳川一族の崩壊（1980年、東映） -  平塚瓢斉
- 極道の妻たちシリーズ
  - 極道の妻たち（1986年、東映）
  - 極道の妻たち 三代目姐（1989年、東映）
  - 極道の妻たち 最後の戦い（1990年、東映）
  - 新 極道の妻たち 覚悟しいや（1993年、東映）
- 将軍家光の乱心 激突（1989年、東映）
- 激動の1750日（1990年、東映） - 媒酌人

### テレビドラマ
- 銭形平次（CX / 東映）
  - 第1話～第52話（1966年-1967年） - 太吉
  - 第87話「女郎蜘蛛」（1967年） - 下役人
  - 第114話「山刃の掟」（1968年） - 峯吉
  - 第122話「平次を消せ」（1968年） - 舟役人
  - 第150話「謎の供養料」（1969年） - 岡島三之助
  - 第177話「人斬り弥平太」（1969年） - 弥平太
  - 第191話「雪の降る町で」（1969年） - 兵六
  - 第212話「黒い矢」（1970年） - 与之
  - 第219話「お化け葛籠」（1970年） - 亀三郎
  - 第228話「宵待草の墓標」（1970年） - 五十松
  - 第231話「矢場へ来た用心棒」（1970年） - 左門
  - 第245話「長兵衛の災難」（1971年） - 捨吉
  - 第262話「黄金の罠」（1971年） - 信太
  - 第272話「幽霊殺人事件」（1971年） - 兵頭左門次
  - 第283話「おかめとひょっとこ」（1971年） - 重吉
  - 第297話「盗ッ人の涙」（1972年） - 賭場の中盆
  - 第304話「恋と十手」（1972年） - 勘五郎
  - 第309話「裏切り者」（1972年） - 警護の侍
  - 第322話「美女えらび」（1972年） - 業平の政吉
  - 第349話「わんぱく純情」（1973年） - 伝次
  - 第360話「十手を捨てるとき」（1973年） - 多三郎
  - 第371話「とんだ道連れ」（1973年） - 徒目付
  - 第393話「はみだし長兵衛」（1973年） - 文太
  - 第402話「父と子と」（1974年） - 遠州屋番頭
  - 第417話「無頼の兄」（1974年） - 浪人
  - 第426話「五本目の入墨」（1974年） - 筆三
  - 第446話「燃えろ！八五郎」（1974年） - 銀次
  - 第455話「深川なさけ唄」（1975年） - 六造
  - 第464話「熱血の十手」（1975年） - 同心大垣
  - 第480話「三十六番目の若様」（1975年） - 佐久間
  - 第484話「消えた流人船」（1975年） - 長次
  - 第505話「上方から来た男」（1976年） - 下井軍十郎
  - 第527話「八丁堀異変」（1976年） - 須貝一八
  - 第544話「明日の行方」（1976年） - 原田
  - 第573話「誰がための命」（1977年） - 相馬
  - 第581話「吉凶うらおもて」（1977年） - 佐久荘八
  - 第591話「疾風のおはる」（1977年） - 友三
  - 第602話「廻り舞台」（1977年） - 伝次
  - 第622話「おやじ」（1978年） - 斉田
  - 第635話「死者を呼ぶ女」（1978年） - 三五郎
  - 第648話「一握りの夢」（1978年） - 伝六
  - 第661話「父ぅちゃんガンバレ」（1979年） - 重野新次郎
  - 第680話「女房の告白」（1979年） - 藤次郎
  - 第684話「海鳴りは父の声」（1979年） - 吉兵ヱ
  - 第710話「御用船大爆破」（1980年） - 大矢市之進
  - 第721話「ひとりぼっちの反抗」（1980年） - 紋太
  - 第738話「晴れ姿神田祭り」（1980年） - 茂三
  - 第761話「花の若衆仁義」（1981年） - 北岡の用人
  - 第764話「この愛に生きる」（1981年） - 左紋次
  - 第788話「藤娘の謎」（1981年） - 源次
  - 第793話「鶴が殺した」（1982年） - 戸田
  - 第810話「なにわの彦六捕物帳」（1982年） - 用心棒
  - 第817話「生涯一同心」（1982年） - 南町与力
  - 第824話「古井戸の黄金」（1982年） - 玄田
  - 第841話「謎のオランダ人形」（1983年） - 唐津藩士
  - 第855話「身代金五百両」（1983年） - 美濃屋の親戚
  - 第868話「七つの顔の平次」（1983年） - 田所
  - 第888話「あヽ十手ひとすじ!!八百八十八番大手柄さらば我らの平次よ永遠に」（1984年） - 浪人
- 用心棒シリーズ（NET）
  - 待っていた用心棒 第18話「潮騒の彼方から」（1968年）
  - 帰って来た用心棒
    - 第7話「六角の闇から闇に」（1968年）
    - 第26話「狂気の夜」（1969年）

  - 俺は用心棒 第22話「ひぐらしの鳴く町」（1969年）
- 素浪人 花山大吉（NET / 東映）
  - 第4話「一人残らず抜けていた」（1969年）
  - 第51話「富士のお山が知っていた」（1969年）
  - 第79話「痴漢に間違われてバカをみた」（1970年）
  - 第103話「をさましたら死んでいた」（1970年）
- あゝ忠臣蔵 第17話「仇討ち東海道」（1969年、KTV / 東映） - 宮部源四郎
- 水戸黄門（TBS / C.A.L.）
  - 第1部 第16話「命かけるとき -松江-」（1969年11月17日） - 藩士
  - 第2部 第7話 「人情鬼剣舞 -花巻-」（1970年11月9日） - 権太の子分
  - 第4部
    - 第12話「なまはげ様のお通りだ -秋田-」（1973年4月9日） - 役人
    - 第33話「長槍始末記 -古河-」（1973年9月3日） - 藩士

  - 第5部 第25話「黄門爆殺計画 ‐長崎‐」（1974年9月23日）
  - 第6部
    - 第12話「宍道湖慕情 -松江-」（1975年6月16日） - 牢役人
    - 第27話「箱根の山は天下の嶮 -箱根-」（1975年9月29日） - 役人

  - 第7部
    - 第4話「御用船大爆破!! ‐石巻‐」（1976年6月14日） - 役人
    - 第21話「江戸から来た密使 ‐新発田‐」（1976年10月11日） - 役人

  - 第8部
    - 第8話「骨身にこたえた母の愛 -吉田-」（1977年9月5日） - 供侍
    - 第20話「虚無僧の密書 ‐洲本‐」（1977年11月28日） - 役人
    - 第29話「妖雲晴れた桜島 ‐鹿児島‐」（1978年1月30日） - 藩士

  - 第9部
    - 第20話「帰って来た中乗りさん -木曽福島-」（1978年12月18日） - 役人
    - 第24話「弟思いの一番勝負 - 川越-」（1979年1月15日） - 目付侍

  - 第10部 第8話「関所の沙汰は銭次第 -新居-」（1979年10月1日） - 役人
  - 第11部
    - 第2話「夏祭り 姫君暗殺計画 -二本松-」（1980年8月25日） - 目付
    - 第14話「河豚にあたった若旦那 -仙台-」（1980年11月17日） - 役人
    - 第25話「胸に悲願の裏切り者 -佐倉-」（1981年2月2日） - 松本

  - 第12部
    - 第19話「初春姫君替え玉騒動 -姫路-」（1982年1月4日） - 家臣
    - 第26話「謀反からくり釣り天井 -宇都宮-」（1982年2月22日） - 藩士

  - 第14部
    - 第11話「津軽馬鹿塗り駄目親父 -弘前-」（1984年1月9日） - 津軽藩側用人
    - 第25話「酒に溺れた黄金の腕 -金沢-」（1984年4月16日） - 役人

  - 第15部
    - 第4話「悪計暴いた身代り花嫁 -大洲-」（1985年2月18日） - 役人
    - 第22話「悲願叶えた火焔剣 -三日月-」（1985年6月24日） - 役人

  - 第16部
    - 第4話「助さん身代り親孝行 -沼津-」（1986年5月19日） - 役人
    - 第22話「欲望渦巻く悪鬼の砦 -糸魚川-」（1986年9月22日） - 番頭

  - 第17部 第18話「河豚に当たって悪退治 -下関-」（1987年12月28日） - 重助
  - 第22部
    - 第19話「悪が群がるカステイラ -長崎-」（1993年9月20日） - 治兵衛
    - 第21話「妻をも騙した武士の真実 -萩-」（1993年10月4日）
    - 第29話「世継ぎを狙う毒の罠 -高田-」（1993年11月29日） - 安田作左衛門
    - 第35話「飛脚競べで悪を討つ -宇都宮-」（1994年1月17日） - 藩士

  - 第23部
    - 第7話「偽りの武士道 -上田-」（1994年9月12日） - 五助
    - 第16話「八兵衛夢見た若旦那 -宮津-」（1994年11月21日） -
    - 第34話「狸がくれた赤ん坊 -信楽-」（1995年4月3日） - 杢兵衛

  - 水戸黄門外伝 かげろう忍法帖
    - 第1話「かげろう忍法帖」（1995年）
    - 第13話「悪党共よ夢を見ろ -松山-」（1995年） - 唐兵衛

  - 第24部 第26話「女地獄の大掃除 -壷崎-」（1996年3月18日） - 河村与四郎
  - 第25部 第24話「藩を救った反魂丹 -富山-」（1997年6月9日） - 秋田輝季
  - 第28部
    - 第11話「恋を叶えた岡崎燈籠 -岡崎-」（2000年5月22日） - 土屋相模守
    - 第23話「最強の敵現る! 危うし白鷺城 -姫路-」（2000年8月21日） - 都築惣左衛門
    - 第28話「妻を裏切る夫の本心 -広島-」（2000年10月16日） - 蓮室了斉
- 大岡越前（TBS / C.A.L）
  - 第1部 第1話「大岡越前」（1970年7月12日） - 勤番侍
  - 第2部
    - 第4話「恋文騒動」（1971年6月7日） - 吉六
    - 第9話「消えた越前」（1971年7月12日） - 権次
    - 第15話「煙草屋喜八」（1971年8月23日） - 久七

  - 第3部
    - 第3話「天下の果し合い」（1972年6月26日） - 家臣
    - 第13話「恐怖の連判状」（1972年9月4日） - 侍

  - 第6部 第7話「勇気ある証言」（1982年） - 良伯の助手
  - 第7部 第15話「怨念秘めた唐人剣」（1983年） - 目付
  - 第13部
    - 第21話「恐怖！どくろ党の復讐」（1993年） - 三河屋
    - 第26話「江戸を守った大岡裁き」（1993年） - 重臣
- 遠山の金さんシリーズ（NET → ANB/ 東映）
  - 遠山の金さん捕物帳（NET / 東映）
    - 第5話「夢を慕う女」（1970年8月9日） - 上州屋
    - 第64話「身代わりになった女」（1971年9月26日） - 山田

  - ご存知遠山の金さん
    - 第2話「千両富に穴があった」（1973年）
    - 第28話「与力が殺し屋になるとき」（1974年）
    - 第46話「爆薬を抱いた男」（1974年）

  - ご存じ金さん捕物帳 第23話「大火に消えた女盗賊」（1975年）
  - 遠山の金さん (テレビ朝日)
    - 第50話「血染めの姉妹簪」（1976年9月16日） -
    - 第58話「陰謀の凶弾」（1976年11月11日） -
    - 第78話「怨念の刃がとんだ」（1977年4月14日） - 相沢凡之進
    - 第98話「金のなる木を持つ稼業」（1977年9月8日） -

  - 遠山の金さん (高橋英樹)
    - 第13話「危うし! 遠山金四郎お命頂戴!」（1982年）
    - 第33話「戦慄! 十五発の殺人爆裂弾!」（1982年）
    - 第101話「危険な潜入! 赤い殺意に燃えた女」（1984年）
    - 第154話「未婚の母! 愛の子育て夢日記」（1985年）

  - 名奉行 遠山の金さん （ANB / 東映）
    - 第1シリーズ 第15話「般若心経殺人事件」（1988年8月25日） - 柿沼平之進
    - 第2シリーズ 第11話「税金に泣かされたおんな」（1989年） - 馬場多重
    - 第3シリーズ SP3「江戸は燃えているか! 加賀百万石の陰謀」（1990年9月27日） - 土井吉継
    - 第4シリーズ 第18話「奉行暗殺!長崎の女」（1992年4月23日） - 永井肥前守
    - 第5シリーズ 第26話「若年寄を救った女」（1993年） - 矢部
    - 第6シリーズ 第13話「覗かれた男装の女」（1994年10月13日） - 立花武太夫
- 大坂城の女（1970年、KTV） - 白江備後守
  - 第11話「関白秀次とその妻」
  - 第12話「聚楽第の狂宴」
  - 第13話「殉愛 お宮の方」
- 燃えよ剣 第11話「眞葛ヶ原の朝霧」（1970年、NET / 東映） - 藤田の仲間
- 清水次郎長（1971年、CX）
  - 第12話「恋しぐれ清水港」
  - 第47話「すし食ぃねえ石松代参」
- 徳川おんな絵巻 第52回「影のない女」（1971年、KTV / 東映） - 酒井政秀
- 軍兵衛目安箱 第3話「脱牢者の待つ道」（1971年、NET / 東映）
- 世なおし奉行 第12話「八州代官殺し」（1972年、NET / 東映）
- 長谷川伸シリーズ 第4話「中山七里」（1972年、NET / 東映）
- 忍法かげろう斬り 第20話「くの一と大盗賊」（1972年、KTV / 東映）
- 隼人が来る 第21話「黒い罠」（1973年、CX）
- 眠狂四郎 第13話「京の雨 紅の肌に咽ぶ」（1973年、KTV / 東映）
- 地獄の辰捕物控 第24話「ご赦免船に花が散った」(1973年、NET / 東映)
- 新撰組 （1973年、CX / 東映） - 森川
  - 第2話「池田屋にきらめく白刃」
  - 第15話「油小路の闘いをこえて」
- いただき勘兵衛 旅を行く（NET / 東映）
  - 第12話「非道無残の果てだとさ」（1973年） - 古沢
  - 第22話「ご落胤が仇だとさ」（1974年） - 吉村
- 徳川三国志 第2話「野望に燃える男たち」（1973年、NET）
- 素浪人 天下太平 第23話「あの町、この町 影法師」(1973年、NET / 東映)
- 江戸を斬るシリーズ（TBS / C.A.L）
  - 江戸を斬る 梓右近隠密帳
    - 第9話「決闘鍵屋の辻」（1973年） - 坂部三十郎
    - 第25話「反乱前夜」（1974年） - 町人

  - 江戸を斬るII 第26話「美しい復讐鬼」（1975年） - 手代
  - 江戸を斬るIII 第19話「どじな兄貴の妹想い」（1977年） - 中盆
  - 江戸を斬るVII 第8話「邪剣断った白頭巾」（1987年）
  - 江戸を斬るVIII
    - 第8話「悪たれ婆さんの涙」（1994年）
    - 第14話「女を狙う吸血剣」（1994年）
- 必殺シリーズ（ABC / 松竹）
  - 助け人走る 第28話「国替大精算」（1974年） - 塚本
  - 暗闇仕留人 第6話「狙われて候」（1974年） - 同心 池田
  - 必殺仕事人 第21話「子隠しで昔の恨みを晴らすのか?」（1979年） - 狐塚源三
- 影同心 第3話「鐘に怨みの殺し節」（1975年、MBS / 東映） - 銭屋の手下
- お耳役秘帳 第16話「おせん女地獄」（1976年、KTV / 歌舞伎座テレビ）
- 新・座頭市（CX）
  - 第1シリーズ第19話「越後から来た娘」（1977年） - 勘太
  - 第2シリーズ第13話「忠治を売った女」（1978年） - 辰吉
- 人形佐七捕物帳 第13話「謎を運んだ難破船」（1977年、ANB） - 大八木九十郎
- 桃太郎侍（NTV / 東映）
  - 第58話「二つの顔の男」（1977年）
  - 第76話「魚屋おちか出世噺」（1977年）
  - 第82話「泣くな妹兄貴はつらい」（1978年）
  - 第134話「通り雨に消えた女」（1979年）
  - 第178話「アバタもエクボ」（1980年） - 利助
  - 第188話「皿にかかれた人生模様」（1980年） - 田坂
  - 第203話「逃げろ! 田之助 絶体絶命」（1981年） - 家臣
  - 第227話「身替り代は高すぎた」（1981年）
  - 第237話「べらんめえ箱入り娘」（1981年）
  - 第249話「小判が消えた下総路」（1981年）
  - 第256話「人生、グチあり笑いあり」（1981年）
- 暴れん坊将軍シリーズ（ANB / 東映）
  - 吉宗評判記 暴れん坊将軍
    - 第11話「日本一の木遣唄」（1978年） - 梶岡
    - 第31話「御狩場から消えた女」（1978年） - 浪人
    - 第42話「燃える男と莫連女」（1978年） - 山崎八郎
    - 第77話「紀州から来た花嫁」（1979年） - 重役
    - 第91話「対決!嵐の甲府城」（1979年） - 旗本
    - 第105話「止めろ!天下御免の暴走車」（1980年） - 侍
    - 第110話「立て!江戸の若者たち」（1980年） - 犬上郡十郎
    - 第128話「あわれ、忍びの恋」（1980年） - 郷士
    - 第137話「江戸育ち女棟梁」（1980年） - 倉地
    - 第156話「子連れじょんがら無念流」（1981年） - 権藤
    - 第184話「影に踊らされた男」（1981年） - 彦三
    - 第203話「雪崩に消えた恋の話」（1982年） - 水谷

  - 暴れん坊将軍II
    - 第14話「文金島田の泣き上戸」（1983年） - やくざ
    - 第28話「決斗!但馬八鹿のあばれ駒」（1983年） - 佐川
    - 第41話「嵐を呼んだ身代わり観音」（1983年） - 沼沢
    - 第64話「天誅!窓ぎわの反乱!」（1984年） - 桔梗屋
    - 第76話「才蔵覚悟!死者からの挑戦」（1984年） - 番頭
    - 第89話「八丁堀師走の恋唄」（1984年） - 赤根沢
    - 第105話「母も哀しき女郎蜘蛛」（1985年） - 儀平
    - 第120話「"にが手"は恋の指南役!」（1985年） - 伊沼
    - 第136話「おやこ鷹 師走の哀歌!」（1985年） - 鳥見役･同心
    - 第150話「吉宗危うし、消えた御神刀」（1986年） - 与力
    - 第155話「永代橋に消えた恋!」（1986年） - 青山
    - 第171話「恋の九十九里、地獄花!」（1986年） - 黒田
    - 第188話「俺がまことの吉宗だ!」（1987年） - 岡田

  - 暴れん坊将軍III
    - 第7話「運命のめぐりあい」（1988年） - 彦坂兵蔵
    - 第18話「御生母が叱った仇討姉弟」（1988年） - 相州屋
    - 第38話「さまよう鬼女の面」（1988年） - 黒井
    - 第47話「激雲!なまず武士の怒り」（1989年） - 藩士
    - 第65話「ご用心!新さんに愛人疑惑!?」（1989年） - 水尾又兵衛
    - 第72話「おんなとおとこの夢芝居」（1989年） - 番頭
    - 第83話「危うし将軍の座! 吉宗、試練の目安箱」（1989年、スペシャル） - 長七
    - 第108話「復讐!鬼女の涙」（1990年） - 侍
    - 第110話「死闘! 護持院ヶ原の果し状」（1990年） - 浪人

  - 暴れん坊将軍Ⅳ
    - 第2話「いざ成敗! 天下を狙う大泥棒」（1991年）- 山岸嘉兵衛
    - 第15話「酔いどれ女の風車」（1991年）- 太田吉之介
    - 第18話「鬼を退治の夫婦饅頭」（1991年）- 笹井
    - 第31話「お役者新さん 花の回り舞台!」（1991年）- 林田
    - 第41話「土くれ愛妻武士道」（1992年）- 役人
    - 第50話「血涙! 愛しき忠義」（1992年）- 島村
    - 第61話「嵐呼ぶよな島帰り!」（1992年）- 相良外記
    - 第74話「献上雪が飛び散った」（1992年）- 村井一真

  - 暴れん坊将軍V
    - 第8話「母の願いは人斬り稼業」（1993年）- 佐久間順一郎
    - 第19話「おんな密偵の初恋」（1993年）- 乙松
    - 第24話「悪をあばいた潮騒の娘」（1993年）- 旗本(一)
    - 第38話「雪風! 子連れ母唄」（1994年）- 望月

  - 暴れん坊将軍VI
    - 第21話「愛と憎しみの孤剣」（1995年）- 松川源之丞
    - 第27話「炎上! 大奥の恋」（1995年）- 提灯奉行
    - 第31話「愛と復讐の遠目鏡」（1995年）- 尾形鬼十郎
    - 第41話「黄金地蔵が呉れたお母ちゃん」（1995年）- 橋爪

  - 暴れん坊将軍VII 第5話「卯之吉の死神退治」（1996年）- 医者
- 服部半蔵 影の軍団 第16話「ヤバイ女に手を出すな!」（1980年、KTV / 東映） - 小林
- 長七郎天下ご免!
  - 第40話「情けで築いた江戸堤」（1980年8月7日） - 梶川又十郎
  - 第75話「女の罠のうらおもて」（1981年6月4日） - 仙波
  - 第92話「命賭けます! 忍び恋」（1981年10月15日） - 綾部大膳
  - 第103話「春ごよみ人情宝船」（1982年1月14日） - 中田
- 源九郎旅日記 葵の暴れん坊（1982年、ANB / 東映）
  - 第17話「瀬戸は夕焼け夫婦船」 - 新藤
  - 第32話「神のお告げの夢おんな」 - 甲斐
- 松平右近事件帳 第37話「裏切られた友情」（1982年、NTV / ユニオン映画） - 用人
- 新・松平右近（NTV / ユニオン映画）
  - 第2話「父娘を結ぶ神田川」（1983年）
  - 第15話「越すに越されぬ箱根山」（1983年） - 真鍋伊平太
- 長七郎江戸日記 （NTV / ユニオン映画）
  - 第1シリーズ　
    - 第4話「風流編笠節」（1983年10月8日） - 川島
    - 第14話「琉球使節異聞」（1984年1月24日） - 中津小弥太
    - スペシャル「長七郎立つ!江戸城の対決」（1984年10月2日）
    - 第55話「春のつむじ風」（1985年）

  - 第2シリーズ
    - 第5話「仇討ちという殺人」（1988年2月9日） - 立岡
    - スペシャル「ふたり長七郎･京の舞い」（1988年12月27日） - 千石屋
    - スペシャル「長七郎、大奥まかり通る」（1989年4月4日） - 武士
- 大奥（1983年、KTV / 東映）
  - 第6話「一に引き 二に運 三に器量」
  - 第32話「永遠の処女」 - 松前伊豆守
- 乾いて候（フジテレビ / 東映）第1話「お毒見役参上!」（1984年8月23日）
- 弐十手物語 第12話「吉原恋心中」（1984年、フジテレビ）
- 三匹が斬る!シリーズ（ANB / 東映）
  - 三匹が斬る!
    - 第5話「空っ風、可愛いい女の恨み文字」（1987年11月19日） - 松平右京亮
    - 第21話「さらば三匹、満開の悪の花咲く京の都大路」（1988年3月31日） - 役人

  - 続･三匹が斬る! 第12話「さすらいの、姫君哀れ菊一輪」（1989年3月9日） - 石川監物
  - 続続･三匹が斬る!
    - 第6話「母しぐれ、金が仇の地獄旅」（1990年2月15日） - 八木沢
    - 第11話「女難金難、死体になって長崎非常線!」（1990年4月19日） - 木崎
    - 第18話「無理心中、娘十八怨み節」（1990年6月21日） - 庄治半左衛門

  - また又･三匹が斬る! 第1話「姫君の、御毒見役三匹参上!」（1991年4月11日） - 家臣
- 新春ワイド時代劇（テレビ東京 / 東映）
  - 風雲江戸城 怒涛の将軍徳川家光（1987年） - 鳥居成次
  - 宮本武蔵（1990年） - 富田勢源
- 翔んでる!平賀源内 第15話「愛しい妹は女掏摸」（1989年、TBS / C.A.L.）
- 将軍家光忍び旅（ANB / 東映）
  - 将軍家光忍び旅（1990年）
    - 第8話「母恋い街道小さな目撃者」 - 久坂
    - 第17話「とんだ埋蔵金騒動」 - 土田庄左衛門

  - 将軍家光忍び旅II
    - 第3話「憎しみの荒野に佇む女」（1992年） - 吉田伝八郎
    - 第9話「鳥居峠 葵の印籠を持った女」（1992年） - 高田新之丞
    - 第20話「情け無用、鉄火女の熊谷宿」（1993年） - 寅雲の長兵衛
- 八百八町夢日記(NTV / ユニオン映画)
  - 第1シリーズ
    - 第23話「海が匂う客」（1990年）
    - 第29話「次郎吉花火」（1990年） - 大江土佐守
- 銭形平次 (北大路欣也)（CX / 東映）
  - 第2シリーズ 第4話「消えたロウソク」（1992年）
  - 第4シリーズ 第5話「最後の賭け」（1994年）
  - 第5シリーズ 第6話「遠眼鏡の中の女」（1995年）
- 江戸の用心棒(NTV / ユニオン映画) 第2シリーズ 第7話「悪事千里を走る」（1995年） - 相原兵蔵
- 南町奉行事件帖 怒れ!求馬I 第8話「罪を償うお役者小僧」（1997年） - 久世大和守